# Asterix e il segreto della pozione magica
Asterix e il segreto della pozione magica (Astérix: Le Secret de la Potion Magique) è un film d'animazione francese del 2018, diretto da Alexandre Astier e Louis Clichy ed è il secondo realizzato in computer grafica, il decimo liberamente tratto dalla serie a fumetti di Asterix. È il primo film di Asterix a non essere doppiato dallo storico doppiatore Roger Carel (ritiratosi nel 2014), in quanto venne sostituito da Christian Clavier.
Il film è uscito nelle sale francesi il 5 dicembre 2018, mentre in quelle Italiane il 7 marzo 2019.

## Trama
Mentre raccoglie del vischio per la sua pozione magica, il druido Panoramix cade da un albero e si sloga la caviglia; dopo questo incidente, l'anziano druido si rende conto che sta invecchiando e che non può più continuare a tenere solo per sé il segreto della Pozione Magica. Conscio della necessità di un erede, il druido riunisce a sé Asterix, Obelix e una sua piccola allieva di nome Melina, e intraprende un viaggio in tutta la Gallia per trovare un giovane druido degno di apprendere la formula segreta. Nel frattempo, un malvagio ex-druido di nome Rancorix (bandito dall'ordine dei druidi a causa della sua magia pericolosa e proibita) fa tutto il possibile per rubare la ricetta segreta della pozione, alleandosi con Cesare e i romani.
Questi ultimi, approfittando dell'assenza dei due galli e dell'infermità di Panoramix, iniziano ad attaccare il villaggio. La ricerca del successore intanto non dà i risultati sperati, dato che tutti i candidati si rivelano inadeguati e/o incapaci. Asterix, che fin dall'inizio riteneva le preoccupazioni di Panoramix esagerate e stufo di quella che ritiene un'inutile ricerca, decide di tornare a casa, ma viene catturato dai romani. Con un astuto inganno orchestrato da Rancorix e dal ridicolo senatore Tomcrus, un giovane druido sconosciuto ma molto dotato di nome Ementalix decide di proporsi come candidato dopo essere stato istruito dallo stesso Rancorix, e riesce a stupire Panoramix con le sue magie, venendo scelto come apprendista. Panoramix stesso durante un sacro rituale sembra finalmente rivelargli la formula segreta.
Nel frattempo, le scorte di pozione del villaggio sono esaurite e i romani sferrano l'attacco finale, iniziando a raderlo al suolo. Quando il giovane druido viene convinto con l'inganno a preparare la Pozione Magica di fronte a Rancorix e Melina, che osservano con attenzione, il malvagio druido si rende conto che manca l'ingrediente segreto che Panoramix tiene dentro il manico del suo falcetto d'oro, e capisce quindi che all'ultimo Panoramix si è insospettito e non ha rivelato l'ultimo ingrediente a Ementalix. Dopo aver modificato la pozione inserendo ingredienti casuali, Rancorix riesce a creare una variante che amplifica il potere del fuoco dentro di lui e dà il villaggio alle fiamme, tradendo anche i romani. Disperato, Panoramix decide di consegnare l'ingrediente segreto a Melina, la quale ha memorizzato la ricetta della pozione; quest'ultima si dirige alla spiaggia, mentre i galli stanno cercando di spegnere l'incendio, e prepara la Pozione Magica, grazie alla quale i galli riescono a lavorare più velocemente e riescono a domare l'incendio. 
Intanto Asterix si ricongiunge con Obelix e insieme raggiungono Rancorix, proprio mentre sta per uccidere Panoramix. Il perfido druido viene sconfitto, ma poi beve una pozione dell'ingrandimento e si trasforma in un gigantesco titano infuocato (data la combinazione della pozione dell'ingrandimento e quella modificata dal druido malvagio). Galli e romani decidono di allearsi e affrontano Rancorix che dopo un lungo combattimento viene spedito in orbita, per poi ricadere nell'atmosfera terrestre e cadere in mare, morendo in apparenza.
Tutto si conclude con il tradizionale banchetto sotto le stelle e Panoramix intuisce che un giorno Melina potrà essere un'ottima apprendista ed erede.

## Personaggi
- Asterix: il più grande guerriero del villaggio. Accompagna Panoramix nella ricerca di un successore ma, come la maggior parte degli abitanti del villaggio gallico, ritiene esagerate le preoccupazioni del druido riguardo al suo incidente. Decide di abbandonare la ricerca, ma viene catturato da Rancorix e i romani, che lo lasciano incatenato ad un albero. Viene poi salvato da un pastore di passaggio e in seguito si dirige al villaggio per salvare i suoi amici e fermare Rancorix.
- Obelix: il fidato amico di Asterix, caduto nella pozione quando era piccolo e quindi dotato in maniera perenne di una forza sovrumana. il suo compito diviene quello di trasportare Panoramix attraverso tutta la Gallia per la sua ricerca. Rancorix scopre di poter attaccare la sua mente con la sua magia e lasciarlo in stato catatonico, ma Asterix troverà il modo di svegliarlo dal controllo del druido.
- Panoramix: il druido del villaggio gallo, considerato il migliore fra tutti i druidi, ha creato la formula della Pozione Magica che dona una forza sovrumana a chi la beve. Dopo essere caduto da un albero, mentre raccoglieva il vischio, si sloga una caviglia. Questo è percepito dal druido come un cattivo presagio, segno che sta invecchiando e che se un giorno dovesse passare a miglior vita, non avrebbe nessuno a cui rivelare il segreto della pozione. Decide così, in compagnia dei suoi amici galli e della piccola Melina, sua allieva, di viaggiare per tutta la Gallia alla ricerca di un giovane druido successore.
- Melina (Pectine nella versione originale francese[5]): una bambina del villaggio gallo, allieva di Panoramix. È molto intelligente e con una grande inventiva che dimostra attraverso gli ingegnosi dispositivi meccanici che costruisce. Accompagna Panoramix durante la sua ricerca ma alla fine sarà lei e non Ementalix a conoscere per intero la formula segreta della pozione e sarà lei a prepararla al posto del druido per i galli.
- Rancorix (Sulfurix nella versione originale[5]): perfido ex-druido, un tempo amico di Panoramix ma anche suo rivale. Nonostante fosse considerato un druido più abile e capace, non ebbe la brillante carriera che sperava, mentre invece Panoramix con il tempo divenne celebre e famoso. Questo portò Rancorix alla misantropia e l’isolamento ed iniziò a praticare magie oscure e proibite, che costrinsero gli altri druidi a bandirlo. Rancorix si ripresenta dopo anni, pretendendo con forza e arroganza di essere il successore di Panoramix e che questi gli riveli il segreto della pozione. Rancorix ritiene infatti che il suo vecchio compagno sia un egoista, che ha preferito utilizzare la Pozione Magica per difendere un villaggio di 40 persone, anziché distribuirla in tutta la Gallia e liberarla dall’occupazione romana, per poi marciare su Roma stessa e mettere fine alla sua espansione. Rancorix deciderà di allearsi con i romani e ingannerà il giovane Ementalix, aiutandolo a divenire il successore di Panoramix, in modo da ottenere il segreto della pozione.
- Tomcrus: senatore romano completamente sciocco e esageratamente altezzoso e logorroico. Viene affiancato a Rancorix da Cesare.
- Ementalix: un giovane ed abile druido, che aspira a diventare il successore di Panoramix, tuttavia il suo eccessivo entusiasmo e sicurezza di sé lo portano a non seguire le regole e le tradizioni dei druidi, malgrado i consigli del suo maestro. Questo lo porta ad accettare i consigli di Rancorix e a farsi istruire da lui, imparando i suoi incantesimi. Presto però si renderà conto dei suoi errori e tornerà al suo villaggio, deluso ma deciso a ricominciare da capo.

## Distribuzione
Il film è stato distribuito il 5 dicembre 2018 in Francia. In Italia è uscito il 7 marzo 2019.

## Accoglienza

### Incassi
In Francia, il film ha incassato quasi 2 milioni di euro il giorno d'uscita al cinema, il 5 dicembre, ed è arrivato a ben 7 milioni di euro sul finire della domenica della stessa settimana.
In Italia, il film ha incassato 340.000 euro nel primo week-end di programmazione e 570.000 euro complessivamente nelle prime tre settimane.
A livello globale il film ha incassato nel complesso $34.702.470.